# Relegation zur K League 1
Die Relegation zur K League 1 wird seit 2013 im südkoreanischen Ligafußball zwischen dem Vorletzten der K League 1 und dem Gewinner der Play-off-Spiele der K League 2 ausgetragen. Der Gewinner erhält in der folgenden Saison einen Platz in der K League 1. Seit 2014 finden in der K League 2 Play-off-Spiele zwischen dem Zweit- bis Viertplatzierten statt, und der Gewinner spielt in der Relegation.

## Geschichte
Nach der Gründung der eingleisigen zweitklassigen K League 2 zur Saison 2013 kam es am 4. und 7. Dezember 2013 erstmals zu Relegationsspielen um den Verbleib in der höchsten südkoreanischen Spielklasse. Teilnehmer waren der Meister der K League Challenge 2013, der Sangju Sangmu FC und der 12. der K League Classic 2013, der Gangwon FC. Der Zweitligist konnte sich mit 4:2 durchsetzen und so aufsteigen. Zur Spielzeit 2014 wurden in der K League 2 der Relegation zwei Play-off-Runden vorangestellt, in denen der Teilnehmer der Relegation ermittelt wurde.
In der ersten Runde trifft jeweils der Dritte der K League 2 auf den Vierten. Der Sieger daraus spielt in der zweiten Runde gegen den Zweitplatzierten. In den beiden Runden wird bei Gleichstand nach regulärer Spielzeit keine Verlängerung gespielt und auch kein Elfmeterschießen durchgeführt. Die Mannschaft mit der besseren Liga-Platzierung wird in einem solchen Fall zum Sieger erklärt. Der Gewinner der zweiten Runde qualifiziert sich für die Relegationsspiele, in denen der Zweitligist im Hinspiel Heimrecht hat. Für den Erstplatzierten der K League 2 und den Letztplatzierten der K League 1 gibt es keine Relegationsspiele, sie steigen jeweils direkt auf bzw. ab.
In den acht bisher ausgetragenen Relegationen (Stand: 2021) setzte sich fünfmal der Zweitligist durch. Vereine mit mehr als einer Teilnahme sind Gangwon FC (2 Siege), Sangju Sangmu FC (2 Siege), Suwon FC (2 Siege), Busan IPark (3 Niederlagen & 1 Sieg) und Gyeongnam FC (3 Niederlagen).

## Spiele zwischen beiden K-League-Ligen
| Datum | Zweitligist             | Gesamt          | Erstligist       | Hinspiel | Rückspiel |
| ----- | ----------------------- | --------------- | ---------------- | -------- | --------- |
| 2013  | Sangju Sangmu FC        | 4:2             | Gangwon FC       | 4:1      | 0:1       |
| 2014  | Gwangju FC              | 4:2             | Gyeongnam FC     | 3:1      | 1:1       |
| 2015  | Suwon FC                | 3:0             | Busan IPark      | 1:0      | 2:0       |
| 2016  | Gangwon FC              | (a)1:1(a)       | Seongnam FC      | 0:0      | 1:1       |
| 2017  | Busan IPark             | 1:1 (4:5 i. E.) | Sangju Sangmu FC | 0:1      | 1:0 n. V. |
| 2018  | Busan IPark             | 2:4             | FC Seoul         | 1:3      | 1:1       |
| 2019  | Busan IPark             | 2:0             | Gyeongnam FC     | 0:0      | 2:0       |
| 2021  | Daejeon Hana Citizen FC | 2:5             | Gangwon FC       | 1:0      | 1:4       |

## Spiele zwischen dem Zweitplatzierten und dem Play-off-Gewinner der K League 2
| Datum | Zweitplatzierter der K League 2 | Gesamt | Play-off-Gewinner der K League 2 | Hinspiel | Rückspiel      |
| ----- | ------------------------------- | ------ | -------------------------------- | -------- | -------------- |
| 2020  | Suwon FC                        | 1:1    | Gyeongnam FC                     | 1:1      | kein Rückspiel |

## Rangliste
| Rang | Verein                  | S. | N. | Tn. |
| ---- | ----------------------- | -- | -- | --- |
| 1    | Gangwon FC              | 2  | 1  | 3   |
| 2    | Sangju Sangmu FC        | 2  |    | 2   |
|      | Suwon FC                | 2  |    | 2   |
| 4    | Gwangju FC              | 1  |    | 1   |
|      | FC Seoul                | 1  |    | 1   |
| 6    | Busan IPark             | 1  | 3  | 4   |
| 7    | Gyeongnam FC            |    | 3  | 3   |
| 8    | Seongnam FC             |    | 1  | 1   |
|      | Daejeon Hana Citizen FC |    | 1  | 1   |

## Weblink
- Übersicht zur Relegation auf der offiziellen Webpräsenz der K League Classic (englisch)